# Afrocamilla artopenna
Afrocamilla artopenna är en tvåvingeart som beskrevs av Barraclough 1997. Afrocamilla artopenna ingår i släktet Afrocamilla och familjen gnagarflugor. Inga underarter finns listade i Catalogue of Life.